# Bucculatrix coronatella
Bucculatrix coronatella är en fjärilsart som beskrevs av James Brackenridge Clemens 1860. Bucculatrix coronatella ingår i släktet Bucculatrix och familjen kronmalar. Inga underarter finns listade i Catalogue of Life.